# Mellum (Schiff, 1935)
Die Mellum (ex Jan Pott I, ex Diva Maris, ex Klar Kimming) ist eine deutsche Rennyacht der 6-Meter-Klasse (6mR) mit Heimathafen Kiel. Ihr Segelzeichen ist G 22 (ex IX 148), und sie ist eines der wenigen noch existierenden Third-Rule-Boote dieser von 1908 bis 1952 olympischen Klasse.
Das Boot wurde 1935, im Blick auf die Olympiade 1936, auf der Burmester Werft in Bremen gebaut. Seine Länge beträgt 11,46 m über Alles bzw. 7,30 m in der Wasserlinie, die Breite 1,90 m und der Tiefgang 1,90 m. Die Wasserverdrängung beträgt 5,5 Tonnen. Das Boot ist als 3/4 Slup geriggt und hat 45 m² Segelfläche am Wind.
Das aus Holz und Komposit gebaute Boot nahm unter seinem ursprünglichen Namen Klar Kimming an den deutschen Ausscheidungsregatten für die Teilnahme an den Olympischen Spielen 1936 statt, konnte sich aber nicht qualifizieren.  Es gewann später jedoch eine Anzahl von Regatten in seiner Klasse, so bei der Warnemünder Woche 1938 das bedeutende Hochseerennen „Rund um Bornholm“.

## Weblink
- Infos zur Yacht bei SchiffsSpotter.de